# Дженкинс, Чарльз Роберт
Чарльз Роберт Дженкинс (англ. Charles Robert Jenkins; 18 февраля 1940 — 11 декабря 2017) — американский дезертир, проживший в КНДР с 1965 по 2004 год.

## Служба в армии и дезертирство
Чарльз Дженкинс родился в Рич-Сквер, штат Северная Каролина. В 1955 году в возрасте 15 лет (это значительно ниже минимального возраста призыва) присоединился к Национальной гвардии США. В 1958 году поступил на службу регулярной армии США и был зачислен в 1-ю кавалерийскую дивизию. Служил в Южной Корее с 1960 по 1961 год и в Западной Германии с 1962 по 1964 год. В 1964 году попал в подразделение, которое охраняло демилитаризованную зону с южнокорейской стороны. Боясь, что его убьют или отправят на войну во Вьетнам, решил сбежать в Северную Корею и в январе 1965 года, выпив 10 банок пива (он объяснял это необходимостью успокоить нервы), перешёл через одну из самых охраняемых границ в мире и сдался северокорейским пограничникам. Он рассчитывал получить убежище в посольстве СССР и впоследствии вернуться в США в рамках обмена пленными. Однако вопреки его плану СССР не предоставил ему убежища. Вместо этого Дженкинс на 39 лет застрял в КНДР.

## Жизнь в КНДР
В течение многих лет информация о Дженкинсе была недоступна за пределами Северной Кореи. Он позже рассказывал, что почти сразу же пожалел о своем дезертирстве. Его поселили в Пхеньяне вместе с тремя другими американцами-дезертирами — Ларри Абшиером, Джерри Пэрришом и Джеймсом Дресноком, где они прожили в течение последующих восьми лет вчетвером в одной комнате. Подвергая пыткам, власти заставляли их по восемь часов в день учить корейский язык, изучать идеи чучхе и заучивать наизусть произведения северокорейского лидера Ким Ир Сена. В 1972 году американцы получили гражданство и отдельные дома. Во время жизни в КНДР Дженкинс преподавал английский язык в военной академии в Пхеньяне и лично лидеру Ким Ир Сену. Он также играл американских злодеев в северокорейских пропагандистских фильмах, таких как «Тэн Зан: Последняя миссия». В 1982 году Дженкинс снялся в телесериале «Безымянные герои», благодаря чему у западного мира появились доказательства того, что он все ещё жив, однако правительство США публично не раскрывало эту информацию до 1996 года.
В 1980 году Дженкинса познакомили с 21-летней японкой по имени Хитоми Сога, она была одной из тринадцати человек, похищенных годом ранее для того, чтобы обучать северокорейских шпионов японскому языку. Дженкинсу было приказано заниматься с ней сексом два раза в месяц, они были вынуждены пожениться через 38 дней после первой встречи. На почве ненависти к Северной Корее они постепенно сблизились. У них родились две дочери — в 1983 году Роберта Майка Дженкинс и в 1985 году Бринда Кэрол Дженкинс.
Чарльз Дженкинс и Хитоми Сога были фактически пленниками КНДР, но при этом они обладали привилегиями по сравнению с обычными жителями. Например, когда в 1990-х в Северной Корее разразился голод, вызванный неурожаями и резким сокращением помощи от других стран и по разным оценкам унесший жизни от 600 тысяч до двух миллионов человек, правительство каждый месяц выдавало им рис, мыло, одежду и сигареты.
«Я знал, как сильно моя жена скучает по Японии, поэтому после свадьбы спросил у неё, как на японском будет „спокойной ночи“. Каждый вечер я трижды целовал её и говорил „оясуми“, она же отвечала мне на английском „спокойной ночи“. Мы делали это, чтобы не забыть, кто мы и откуда», — вспоминал Дженкинс позже в своих мемуарах.

## Освобождение
В 2002 году Ким Чен Ир признался в похищении тринадцати японцев спецслужбами КНДР и отпустил на родину пятерых из них, среди которых была и жена Дженкинса Хитоми Сога. В Японии история Соги о её романе с американским солдатом стала сенсацией в средствах массовой информации, и в результате дипломатических переговоров, инициированных тогдашним премьер-министром Японии Дзюнъитиро Коидзуми, через два года Пхеньян разрешил Дженкинсу и дочерям последовать за ней. 3 ноября 2004 года Дженкинс предстал перед военным трибуналом в штаб-квартире армии США в Японии, за дезертирство 39-летней давности он получил 30 дней тюрьмы, но был выпущен на 7 дней раньше за примерное поведение.
Остаток жизни Дженкинс с семьей прожил на острове Садо, где родилась его жена. Он не говорил по-японски и с женой и дочерьми продолжал общаться на корейском. Не умел водить машину, никогда не притрагивался к компьютеру и не знал, что такое интернет. Дженкинс работал в пекарне и стал местной знаменитостью, привлекавшей туристов на остров. 14 июня 2005 года вместе с семьей он посетил Северную Каролину, где все ещё жила его 91-летняя мать. В 2005 году Дженкинс выпустил книгу мемуаров на японском языке; корейский перевод этой книги вышел на год позже. В 2008 году совместно с журналистом Джимом Фредериком написал книгу «The Reluctant Communist: My Desertion, Court-Martial, and Forty-Year Imprisonment in North Korea».
Из четверых американских солдат, сбежавших в Северную Корею в шестидесятых, Дженкинс стал единственным, кто смог уехать; остальные прожили в КНДР до конца жизни.